# Conquista vándala del norte de África

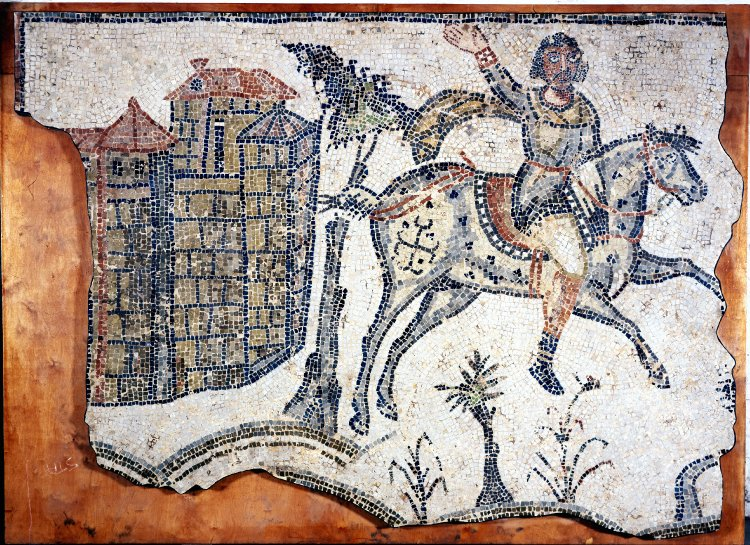
Mosaico de un pavimiento de Bordj Djedid cerca de Cartago (en la actualidad en el Museo Británico) que representa a un guerrero vándalo a caballo.

La conquista vándala del norte de África comenzó en 429 con el cruce del estrecho de Gibraltar por los vándalos y los alanos encabezados por el vándalo asdingo Genserico y terminó diez años después con la toma de Cartago, la capital de la diócesis de África del Imperio romano de Occidente, lo que dio nacimiento al reino vándalo que duraría cien años. Esta campaña militar sería el inicio de la llamada por algunos autores «cuarta guerra púnica», en la que a diferencia de las tres primeras la victoria fue para los enemigos de Roma.
Pierre Cosme ha destacado el importante papel que tuvo en la caída del Imperio romano de Occidente la conquista vándala del norte de África. «Privado de sus provincias más ricas, el Imperio romano de Occidente quedó confinado en el oeste del continente europeo, en parte ocupado por los bárbaros. No sobrevivió más que treinta y siete años después a la toma de Cartago, hasta su caída definitiva en 476». En el mismo sentido, para Chris Wickham la toma de Cartago con la que culmina la conquista vándala del norte de África fue probablemente «el punto de inflexión que hace irreversible la caída del imperio de Occidente», en la medida en que Roma perdía el control sobre la región que era su principal abastecedora de grano y aceite. David Álvarez Jiménez coincide con Cosme y con Wickmam: «Ciertamente el daño al Imperio, tanto el moral, el político, el estratégico como principalmente el económico, derivado de esta catástrofe suponía un golpe muy duro para la pervivencia del mismo... [constituyó] un punto de inflexión fundamental para la ulterior caída del Imperio Romano de Occidente».

## Antecedentes

### Invasión del Imperio romano (406-418)
El 31 de diciembre de 406 atravesaban el limes del Rin un conglomerado de pueblos «bárbaros» integrado por vándalos, suevos y alanos, encabezados por el alano Respendial y el vándalo asdingo Godegisilio (a quien sucedería su hijo Gunderico). A diferencia de lo ocurrido el año anterior con la invasión de la Italia septentrional por parte de godos greutungos encabezados por Radagaiso que fueron derrotados por Estilicón en la batalla de Fiesole, penetraron sin oposición en la Galia. Una de las razones que explican que ningún ejército romano los detuviera fue que tres meses antes se había sublevado en Britania contra Honorio, emperador del Imperio romano de Occidente el general Constantino, autoproclamado emperador con el título de Constantino III, pasando a continuación al continente. Comenzó así una guerra civil que duraría cinco años —al inicio de la guerra Estilicón, el hombre designado por Teodosio I para que «tutelara» a sus hijos Honorio y Arcadio, cayó en desgracia y fue ejecutado en 408 por orden de Honorio—. En ese contexto es en el que se produjo el paso del grueso de los invasores «bárbaros» a la península ibérica en 409 (sigue siendo objeto de debate si lo hicieron casi como aliados de la rebelión que había surgido en Hispania en las propias filas del «usurpador» Constantino encabezada por Geroncio, su principal general). Los vándalos asdingos y los suevos se dividieron la Gallaecia, los vándalos silingos se establecieron en la Bética y los alanos en la Lusitania y en la Cartaginense.

Reparto de las provincias de Hispania entre suevos, vándalos y alanos en 411. La Gallaecia se la dividieron los vándalos asdingos y los suevos, la Bética fue para los vándalos silingos y la Lusitania y la Cartaginense para los alanos. La Tarraconense, libre de «bárbaros», continuaría bajo el dominio romano.

El final de la guerra civil romana, con la derrota de Constantino III y de sus hijos en 411 y de su continuador Jovino en 416, posibilitó la firma en 417 de un foedus entre el vencedor en la guerra y nuevo hombre fuerte del Imperio de Occidente, el magister militum Flavio Constancio, actuando en nombre del emperador Honorio, y el rey visigodo Walia, sucesor de Ataúlfo y de Sigerico. En virtud del pacto los visigodos se comprometían a servir al Imperio como foederati y a cambio se les permitía su asentamiento en Aquitania, en el sur de la Galia, donde el rey visigodo, aunque subsistiría la administración romana, tendría amplias atribuciones que suponían el establecimiento de hecho de un embrión de Estado dentro del territorio imperial. La primera misión encomendada a los foederati visigodos fue acabar con las «monarquías militares» establecidas en Hispania por alanos y vándalos silingos. Si no pusieron fin al resto fue porque Flavio Constancio les hizo regresar a la Galia, donde más tarde fundarían el que sería conocido  como el reino visigodo de Tolosa.

### Hegemonía vándala asdinga en Hispania (418-429)
Los supervivientes alanos y vándalos silingos buscaron refugio entre los vándalos asdingos de Gunderico asentados en la Gallaecia. Así lo relató el cronista Hidacio:

Los vándalos silingos son exterminados todos por Valia en la Bética. Los alanos, que dominaban a los vándalos y a los suevos, de tal modo son batidos por los Godos que, extinguiendo a su rey Addax, los pocos de ellos que habían quedado, abolido el título de reino, se someten al favor del Gunderico de los vándalos que estaban asentados en la Gallaecia.

Campañas de la guerra suevo-vándala (419-420) uno de cuyos episodios principales fue el asedio vándalo de 420 en los montes Nerbasios, de localización desconocida, y que los suevos únicamente lograron levantar con la ayuda del comes Hispaniarum Asterio y del vicario Maurocelo.

A partir de la incorporación de los alanos supervivientes Gunderico adoptó el título de rex Vandalorum et Alanorum y hacia el 420 desde la Gallaecia se dirigió a la Bética donde ocupó el «vacío» dejado por los silingos (que probablemente fue allí donde se sumaron a los asdingos), iniciándose un proceso de etnogénesis en torno al pueblo asdingo (gentilicio adoptado por la dinastía real iniciada por Gunderico). Según David Álvarez Jiménez, fueron tres los motivos que llevaron a Gunderico a trasladarse a la Bética: reunirse con los supervivientes silingos; buscar un territorio más grande y más rico que la Gallaecia para mantener a la nueva supergens vándala; y alejarse de sus vecinos conflictivos, los suevos (a los que sometieron en 420 a un asedio en los montes Nerbasios, de localización desconocida, y que los suevos únicamente lograron levantar con la ayuda del comes Hispaniarum Asterio y del vicario Maurocelo), y de los visigodos de Aquitania. Los vándalos asdingos llamaron a la Bética Vandalousia, ¿topónimo del que deriva Andalucía?.
En 422 el magister militum Castino, acompañado de un importante contingente godo (probablemente procedente de las filas de la hueste del derrotado Radagaiso), intentó desalojar a los vándalos de la Bética, dos años después de su llegada, pero tras unos éxitos iniciales (los vándalos se tuvieron que refugiar en las montañas) en la batalla definitiva los godos le traicionaron y se pasaron al bando vándalo y Cansino tuvo que huir a Tarraco. Tras la «derrota humillante» de Castino el Imperio romano de Occidente (cuyo dominio de Hispania se limitaba a la Tarraconense) ya no emprendió ninguna otra acción militar para recuperar la Bética, a pesar de que podía contar con los foederati visigodos de Aquitania.
Durante el periodo de casi diez años que los vándalos permanecieron en la Bética (la pax Vandala hispánica, lo denomina David Álvarez Jiménez) aprendieron de los hispanorromanos (de Iulia Traducta [Algeciras], probablemente) las técnicas de la navegación lo que les permitió emprender sus primeras acciones de piratería contra las islas Baleares y contra Cartago Nova, y también contra las costas de la Mauretania Tingitana, incluidas Septem (Ceuta) y Tingis (Tánger), la capital. Según David Álvarez Jiménez estas acciones piráticas «respondían a cuatro motivaciones principales: poner en práctica lo aprendido...; obtener botín; ayudar a planificar el posterior paso a África, que ya debía estar en gestación, y, finalmente, clarificar su posición hegemónica en la península a través de actos violentos de represalia».
En una de estas razias murió Gunderico sucediéndole en 428 su hermanastro Genserico (ambos eran hijos de Godegisilio), asociado al trono vándalo durante los último años del reinado de aquel. Genserico sería quien dirigiría el paso a África (cuyos preparativos se realizaron en secreto), no sin antes derrotar cerca de Emérita Augusta a los suevos (aún paganos), que habían salido de la Gallaecia para depredar las provincias vecinas —en el curso de la contienda moriría el rey suevo Heremigario—. El hispanorromano Hidacio relató así lo acontecido:

El rey Genserico, dejando las Hispanias, se embarca en el mes de mayo en la costa de la provincia de la Bética con todos los vándalos y sus familias y pasa a la Mauritania y al África; mas advertido, antes de haber llegado allá, de que el suevo Heremigario asolaba a su paso las provincias vecinas, vuélvese con algunos de los suyos; le da alcance en la Lusitania, y no lejos de Mérida le acomete, matando a muchos de los que acaudillaba. Heremigario, que había despreciado a aquella ciudad con ofensa a la santa mártir Eulalia, no quedándose, a su juicio, otro recurso que la fuga, huye más veloz que el Euro, y perece precipitado por el brazo divino en el río Guadiana. Muerto de este modo, Genserico emprende la navegación.

Genserico aprovechó la situación de inestabilidad del Imperio romano surgida tras la muerte en 421 de Flavio Constancio y en 423 de Honorio y la proclamación como nuevo emperador de Valentiniano III en 425 con sólo seis años de edad, y cruzó el estrecho de Gibraltar en mayo de 429. Como ha señalado Claire Sotinel, «como los godos de Alarico antes que ellos, los vándalos aspiraban a encontrar un territorio rico, suficientemente alejado de los ejércitos imperiales para poder vivir en una completa independencia». De Genserico dejó escrito el siguiente poco atractivo retrato el historiador de origen godo Jordanes:

Era de talla mediana y cojeaba a causa de la caída de un caballo. Tenía proyectos ambiciosos, hablaba poco, despreciaba el lujo; su ira era ciega, amaba poseer, estaba lleno de recursos para causar problemas a las naciones, demostró su disposición para sembrar gérmenes de la discordia, despertar crisoles de odio.

## Conquista

### El paso del estrecho de Gibraltar (429)
El historiador bizantino Procopio de Cesarea, autor en el siglo VI de una Historia de la guerra de los vándalos, afirmó que Genserico fue llamado por el comes de la diócesis de África Bonifacio, pero, como ha comentado Pierre Cosme, «los vándalos, hambrientos, no tenían sin duda ninguna necesidad de que se les sugiriera dirigirse hacia el granero de trigo del Imperio de Occidente». «En ningún caso se ha de ver la mano romana en la decisión vándala de pasar a África. Respondía a motivaciones más materiales y circunscritas a la libre decisión de los invasores», ha subrayado David Álvarez Jiménez. Lo que sí pone de manifiesto esta supuesta «llamada» de Bonifacio, según Pierre Cosme, es la existencia en África de fuertes tensiones internas religiosas y sociales, debido sobre todo a la pervivencia de la herejía donatista que contaba con el apoyo de los circumcelliones, pero también a la pugna entre «católicos» y arrianos (estos últimos minoritarios, pero que habían alcanzado los círculos de poder; al parecer, el propio Bonifacio y su esposa eran arrianos, como también lo eran los vándalos).

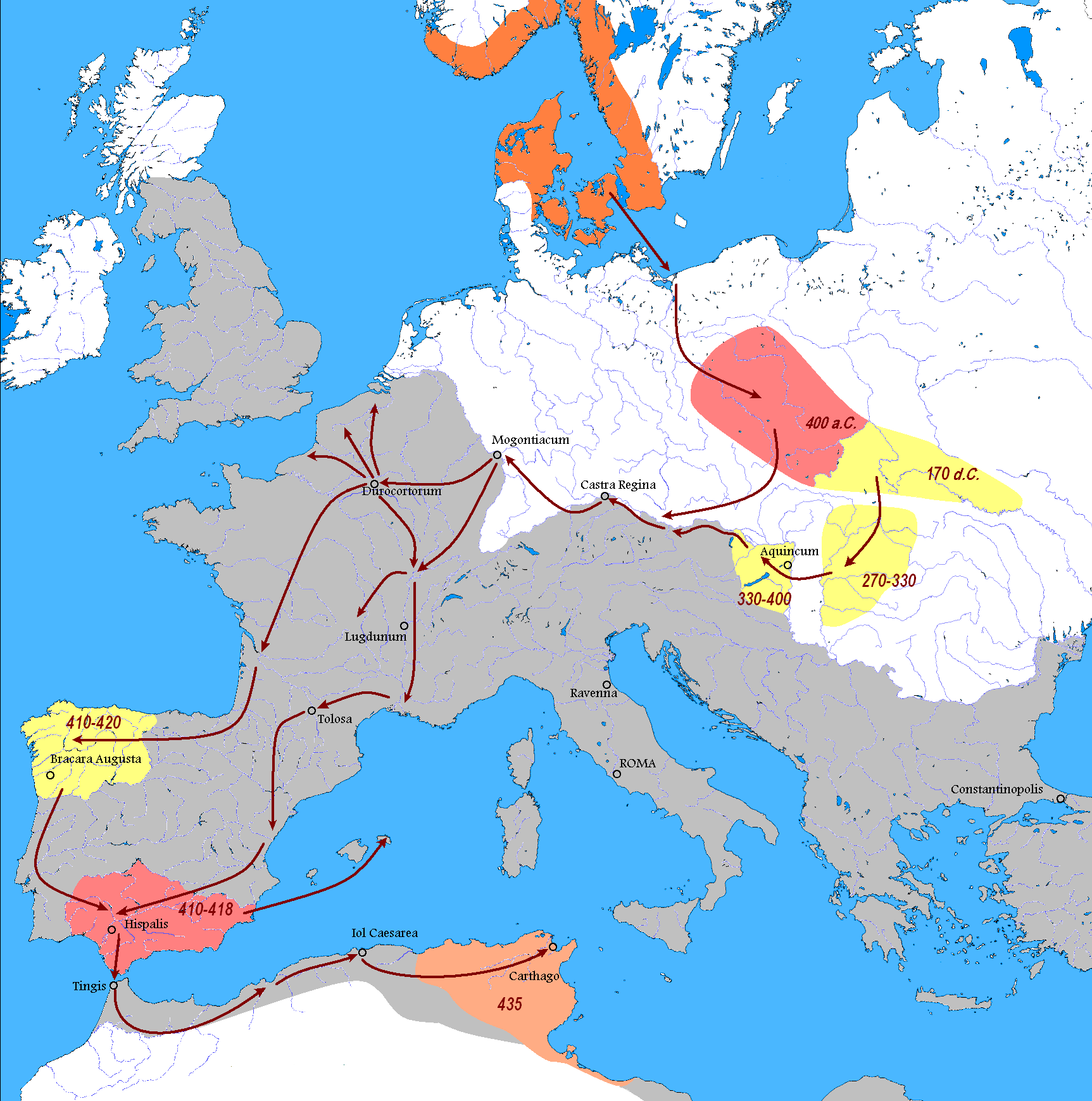
Migración del pueblo vándalo entre los años 400 y 430. Este mapa sigue la teoría tradicional que sitúa el origen de los vándalos en Escandinavia y no en la Cultura de Przeworsk (actual Polonia).

Ciertamente el comes Bonifacio estaba enemistado con la corte de Rávena porque no lo habían nombrado comandante supremo del ejército romano (magister militum praesentalis) y por eso había desobedecido la orden que le había dado en 427 la emperatriz Gala Placidia, que actuaba en nombre de su hijo de corta edad Valentiniano III, de que acudiera a la capital de Occidente (los términos de la orden le hicieron temer que sería detenido). La respuesta fue el envío a África para reducirlo de un contingente de tropas al mando de Sigisvulto, un godo al servicio del Imperio. ¿Fue entonces cuando Bonifacio habría llamado en su ayuda al vándalo Genserico? Numerosos historiadores actuales lo ponen en duda. Pero si fue ese el caso, puntualiza Pierre Cosme, enseguida debió de darse cuenta de su error al conocer que unos ochenta mil vándalos asdingos y alanos, incluidos mujeres, niños, ancianos y esclavos, habían cruzado las Columnas de Hércules (el nombre dado en la Antigüedad al estrecho de Gibraltar). De ellos unos quince mil eran varones adultos preparados para el combate. Y con ellos miles de caballos puesto que entre los vándalos su principal arma bélica era la caballería.
El paso del estrecho duró cerca de un mes y se utilizó una flotilla formada por unas quinientas embarcaciones que realizarían varios viajes de ida y vuelta. «El cruce del Estrecho era un paso siempre difícil de acuerdo con el régimen de vientos y de corrientes "que causaban espanto al viajero", en palabras de Plinio el Viejo». El punto de partida, según Gregorio de Tours, fue Iulia Traducta (Algeciras), aunque lo más probable es que utilizaran todos los puertos de la bahía de Algeciras e incluso Baelo Claudia (Tarifa). Desembarcaron probablemente en Tingis (actual Tánger), capital de la Mauretania Tingitana.
David Álvarez Jiménez afirma que lo que movió a Genserico a pasar a África fueron consideraciones estratégicas ya que en realidad su posición en la Bética era débil debido a que estaba «expuesta a los azares de la política global del Imperio. Los reyes vándalos sabían perfectamente que en el momento en que las rencillas entre la administración imperial, es decir, Aecio, y los visigodos finalizasen con un acuerdo y dirigiesen su mirada hacia Hispania, la hegemonía vándala desaparecería de inmediato». Además con el traslado al norte de África «alcanzaban una zona en donde la tensión fronteriza era muy limitada con respecto a la situación del limes renanodanubiano, con la excepción de las muy poco significativas acciones de los mauri. Por otra parte, aunque la Bética era una provincia rica y muy adecuada para su poblamiento en nada podía compararse con la fértil África "rica en todas las cosas"... aunque esta cualidad debe considerarse o secundaria o complementaria con respecto a la estratégica».
Peter Heather sostiene una tesis similar. Vándalos y alanos «sabían perfectamente bien que, cuando finalmente se aupase un nuevo jefe supremo en la corte [de Rávena], ellos serían el enemigo público número uno. Habían penetrado en Hispania por la fuerza, y nunca habían negociado ningún tratado con las autoridades del centro imperial. Por tanto... sabían también que debían hacer planes a más largo plazo para su futuro. [...] Lo que necesitaban era disponer de una zona estratégica en la que pudieran sentirse seguros. En particular, alguna comarca lo más alejada posible de cualquier nueva campaña de romanos y godos. África cumplía a la pefección estos requisitos —se encontraba a un paso del sur de Hispania y era mucho más segura—».

### El avance hacia el Este y el tratado de 435

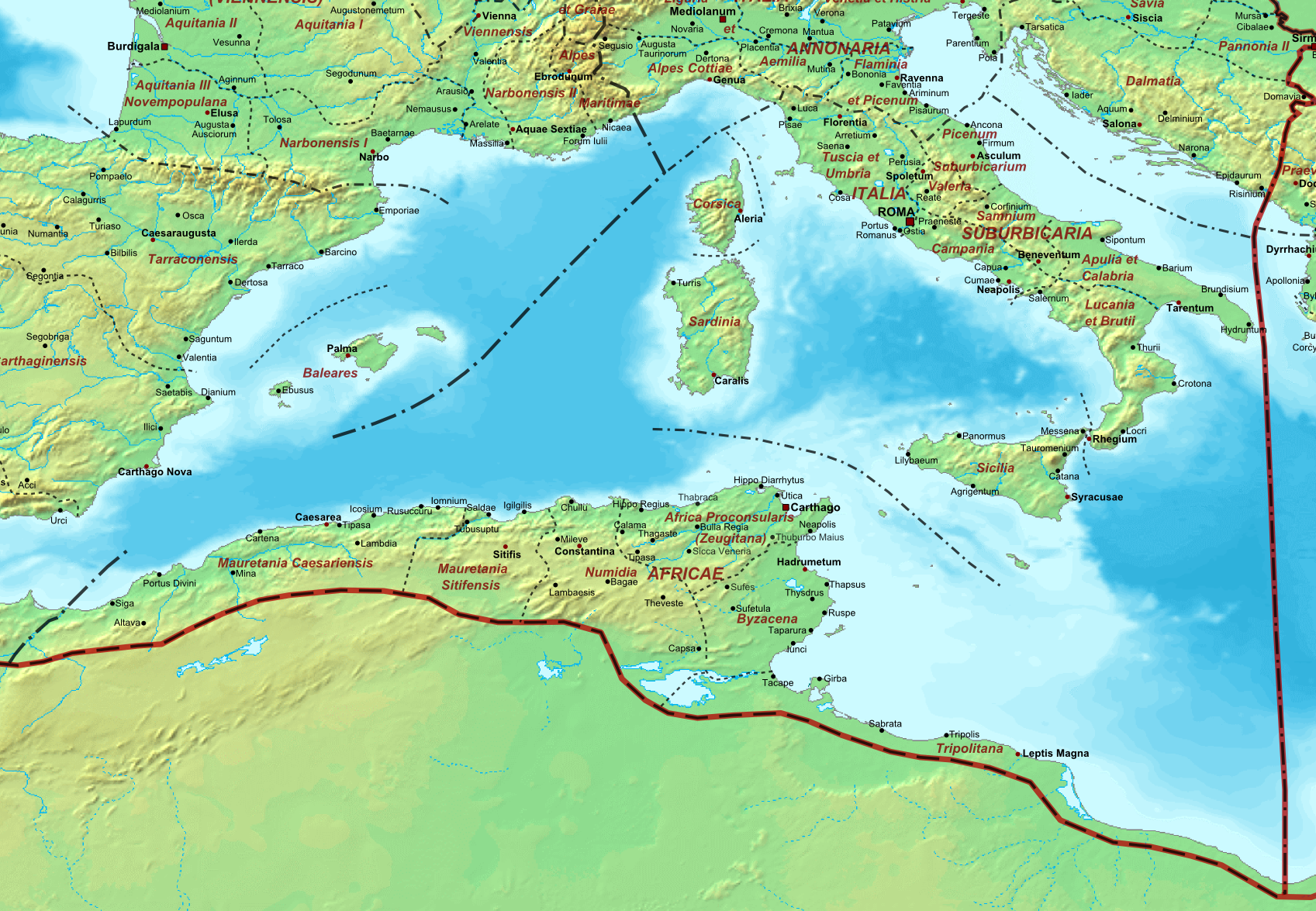
Mapa de la diócesis de África hacia el año 400. No incluye a la provincia de Mauretania Tingitana porque pertenecía a la diócesis de Hispania.

Se desconoce el número de efectivos militares del ejército romano de África que podrían oponerse a los quince mil combatientes vándalos y alanos, pero se calcula que los doblarían en número. Sin embargo, en sólo tres meses, de mayo a agosto de 429, recorrieron setecientos kilómetros hacia el este hasta tomar la ciudad de Altava en la Mauretania Caesariensis y tras haber atravesado toda la Mauretania Tingitana. Diez meses después, en junio de 430, ya se encontraban ante las murallas de Hipona, la ciudad de Agustín, mil doscientos kilómetros más lejos (habiendo atravesado las provincias de Mauretania Sitifensis y de Numidia y habiendo entrado en la de África proconsular). El conde Bonifacio había intentado detener su avance pero fue derrotado en la batalla de Calama (mayo de 430). Como ha señalado Pierre Cosme, sus tropas, dedicadas principalmente a la vigilancia de las fronteras frente a las incursiones de las tribus bereberes y de nómadas del desierto, «no estaban en absoluto preparadas para combatir una tropa aguerrida y endurecida por años de combate entre el Rin y el Mediterráneo». Peter Heather coincide con Cosme cuando afirma que «la coalición de los vándalos y los alanos resultaba bastante más impresionante que los nómadas bereberes a los que la mayor parte de sus tropas [de Bonifacio] estaban acostumbradas a enfrentarse». Añade que Bonifacio hizo lo que pudo porque a causa de las dificultades económicas en África no había un ejército de campaña y sólo cuatro regimientos —tal vez unos dos mil hombres— de los treinta y uno existentes eran unidades de máximo nivel.
Durante el avance de los vándalos hacia el Este, la población del norte de África «sufrió una disrupción violenta que llevó, sin dudas, al asesinato, amedrentamiento, huida y desposesión de algunos de los líderes carismáticos de la sociedad norteafricana con el fin evidente de evitar cualquier tipo de resistencia organizada y, de forma secundaria, pero no por ello menos importante, para apropiarse de sus propiedades fundiarias en donde se instalaron en un primer momento... pero de ninguna manera, se puede aceptar una política de exterminio y sí un cambio en el orden jerárquico de la sociedad en favor de los recién llegados», ha afirmado David Álvarez Jiménez. En el ámbito religioso se produjo un choque entre la fe arriana de los vándalos y la católica nicena de la mayor parte de la población norteafricana. Varios obispos «católicos» fueron despuestos y algunos consejeros hispanos fueron ejecutados por negarse a convertirse.
Tras la derrota en Calama Bonifacio se refugió con el resto de su ejército en Hipona. Los vándalos la sometieron a un asedio que duró más de un año, de junio de 430 a agosto de 431 —durante el sitio murió Agustín, que así no llegó a ver como su ciudad caía en poder de los «bárbaros»—. El asedio duró tanto tiempo porque los vándalos no dominaban el arte de tomar una ciudad amurallada. Los refuerzos enviados desde Oriente bajo las órdenes del comes Aspar no pudieron evitar una nueva derrota romana. Bonifacio, que logró escapar del asedio de Hipona en julio de 431 (aprovechando un momento en que los vándalos habían aflojado el cerco), fue llamado a Rávena por Gala Placidia para que la apoyara contra el general Aecio pero fue herido de muerte en la batalla de Rímini (otoño de 432). Mientras tanto Genserico había establecido en Hipona su corte, convertida así en la «capital» del asentamiento vándalo.
Aecio, el nuevo hombre fuerte de Occidente (se casó con la viuda de Bonifacio), optó por firmar un acuerdo de paz con Genserico a principios de 435 —David Álvarez Jiménez afirma que fue negociado por Trigecio, enviado de Aecio, pero Claire Sotinel y Peter Heather sostienen que el acuerdo fue negociado y firmado por un representante del emperador de Oriente Teodosio II— según el cual los vándalos obtenían el estatuto de foederati, instalados en Mauretania Sitifensis y en Numidia, pero reconociendo la autoridad del emperador Valentiniano III en cuyo nombre asegurarían la defensa de las dos provincias. Próspero de Aquitania escribió en su Crónica: Pax facta cum Vandalis data eis ad Habitandum Africae portione ('Se hizo la paz con los vándalos y se les dio una porción de África para habitarla').
«Por ese tratado, análogo a los que Roma había concluido antes con ciertas tribus bereberes, el poder imperial pensaba haber salvado lo esencial: Cartago, el África proconsular y la Bizacena, la metrópoli y la tierras más ricas de trigo de África», ha afirmado Pierre Cosme. Sin embargo, como ha señalado Claire Sotinel, «Genserico sabía que había conquistado un reino». Una valoración con la que coincide David Álvarez Jiménez al destacar las diferencias de este tratado con el firmado por el Imperio con los visigodos unos años antes: «los vándalos no eran vigilados de cerca por fuerzas militares romanas ni tampoco ocupaban una zona marginal del territorio (en este caso, hubiera sido la Tingitania el lugar adecuado para resituarles) desde donde se les podía controlar y en el caso de que no respetaran el tratado, combatir. En cambio, a los vándalos se les dejó prácticamente vía libre para actuar como quisieran... De hecho, ahondando en el plano militar, los vándalos se convirtieron en el verdadero ejército romano de África ante la manifiesta inexistencia de un cuerpo de tropas imperial que impidiera o dificultara su expansión ulterior». Sin embargo, Peter Heather valora de forma distinta el tratado ya que considera que fueron los romanos los que obligaron a Genserico a negociar —concretamente el general Aspar enviado por el emperador de Oriente a Cartago al frente de un contingente— y que consiguieron salvar lo importante: el África proconsular y la Bizacena.

### La toma de Cartago (439)
En octubre de 439 Genserico rompió el acuerdo, tomó Cartago por sorpresa y se apoderó del África proconsular y de Bizacena. «La historia del Imperio Romano de Occidente no volvió a ser la misma», ha señalado David Álvarez Jiménez. Se ha debatido sobre por qué Aecio no desplazó allí un ejército para impedirlo, teniendo en cuenta que esas dos provincias eran vitales para el aprovisionamiento de grano de Roma y de Italia —¿dio prioridad a restablecer el dominio romano sobre la Galia frente a los visigodos y los burgundios?—.
Existen dos relatos contradictorios sobre cómo se produjo la toma de Cartago. El obispo «católico» Víctor de Vita, originario de esa localidad de la provincia de Bizacena, en su La Historia de la persecución de la provincia de África, escrita hacia 484, insiste en la devastación provocada por los vándalos en la ciudad, destacando al mismo tiempo que eran arrianos (en su descripción se encuentra el origen del término vandalismo), mientras que Próspero de Aquitania escribió que «Genserico tomó Cartago por el engaño de la paz», queriendo decir con ello que la ciudad fue ocupada sin que hubiera destrucción. Los historiadores actuales han debatido cuál es la versión más fiel a los hechos, pero los hallazgos arqueológicos parecen confirmar el relato de Víctor de Vita. Por otro lado, también han discutido cómo fue posible que Cartago, que contaba con sólidas defensas, fuera tomada mucho más rápidamente que Hipona. ¿Contó Genserico con alguna ayuda desde el interior de la ciudad? ¿Habían aprendido los vándalos las técnicas del asalto de una ciudad amurallada? ¿Se valió el rey vándalo de una estrategia similar a la del Caballo de Troya?.

## Consecuencias: el nacimiento del reino vándalo y el tratado de 442
La ciudad no fue arrasada ya que Genserico la convirtió en la capital de su reino y en la metrópoli del arrianismo (el obispo «católico» fue obligado a embarcar rumbo a Nápoles). Numerosos notables de la ciudad fueron despojados de sus bienes en beneficio de los vencedores. «Una forma de desarmar a los eventuales oponentes», han subrayado Pierre Cosme. Por su parte Luis Agustín García Moreno ha señalado que con la conquista del norte de África por los vándalos nació «el primer Estado germánico que no reconocía ninguna superioridad al Imperio ni mantenía con él alianza alguna».
Tras conocerse la noticia de la caída de Cartago Aecio partió para la Galia para buscar refuerzos, mientras que el emperador Valentiniano III pedía la ayuda del emperador de Oriente Teodosio II y tomaba una serie de medidas para paliar el efecto que tendría sobre Roma y sobre Italia la pérdida de su «granero» y para asegurar su defensa ante un posible desembarco de las tropas de Genserico. De hecho una parte de la población estaba empezando a marcharse ante la previsible hambruna y temiendo ser enrolada en el ejército en una Roma cuyas murallas no estaban en buen estado. El emperador decretó un impuesto extraordinario para sufragar la defensa y promulgó una ley que permitía a los negociantes orientales comerciar con Roma y conseguir así nuevas fuentes de abastecimiento de la ciudad. También reiteró las duras penas contra los desertores.
Teodosio II envió un ejército en ayuda de su primo, quien por su parte logró reunir un gran ejército formado varias decenas de miles de hombres, al mando de Aecio. Los dos ejércitos se reunieron en Sicilia donde más de mil embarcaciones estaban dispuestas para transportarlos al continente africano —de hecho Genserico había asediado Palermo durante gran parte del verano de 440 pero había regresado a Cartago al tener conocimiento de la llegada del contingente oriental—. Sin embargo, las tropas imperiales nunca se hicieron a la mar porque Teodosio II hizo volver a su ejército debido a que los hunos al mando de Atila habían roto el limes del Danubio y amenazaban Constantinopla.
Al contar únicamente con sus propias fuerzas a Valentiniano III no le quedó más remedio que negociar con Genserico. El nuevo tratado fue firmado en 442 y según acordado en él los vándalos ocuparían el África proconsular, la Bizacena y la mitad oriental de Numidia (es decir, las provincias más ricas) mientras que la Mauretania Caesariensis, la Mauretania Sitifensis y el resto de Numdia, volverían a estar bajo la administración romana. A cambio Genserico se comprometió a abastecer de grano a Roma y como prueba de su lealtad envió a su hijo y heredero Hunerico a la corte de Valentiniano III. Hunerico repudió a su esposa (que era hija de Teodorico I, lo que enturbió las relaciones de los vándalos con los visigodos) y se prometió con Eudocia, hija de Valentiniano III. Genserico recibió el título de «rey aliado y amigo de Roma».
Aunque en Roma y en Rávena fue presentado como una victoria de Aecio y de Valentiniano III —en un panegírico Merobaudes afirmó que Genserico había «abandonado el ropaje del enemigo» y que deseaba «contar a los romanos entre sus parientes, uniendo su descendencia a la suya por una alianza matrimonial»—, el tratado de 442 fue un completo desastre para el Imperio de Occidente. «El emperador había conservado el aprovisionamiento de Roma pero había perdido inmensas propiedades que le aseguraban una parte de sus ingresos y, claro, recursos fiscales que no compensarían ninguna de las dos Mauritanias, sobre todo después de cinco años de dominación vándala. En 445 suministraron 1/8 de los recursos fiscales anteriores a 429», ha afirmado Claire Sotinel. Además muchos de la grandes propietarios se exilaron, unos a Oriente, otros a Italia, porque Genserico confiscó sus inmensas propiedades para repartirlas entre sus soldados. También los obispos y monjes huyeron a causa de la política abiertamente hostil hacia los «católicos» emprendida por el arriano Genserico.